# 忍法相伝64
『忍法相伝64』（にんぽうそうでん64）は、1964年に発表された山田風太郎の時代小説。『週刊大衆』に連載された忍法帖シリーズの一つ。コント55号主演『俺は忍者の孫の孫』（東宝映画）が作られるもとになった原作の一つ。
のちに内容をふくらませた続編（冒頭はほぼ同じ）の『忍法相伝73』（連作長編）が執筆された。忍者の末裔である主人公が「忍法墨消し」を使い現代（1964年当時の日本）で偽札騒動を起こす。

## 物語
大昔の忍者・伊賀風忍斎が書き残した巻物「忍法相伝書」。「忍法相伝1」から「忍法相伝63」までは誰かが試して失敗したらしく、朱でバッテンがつけられている。風忍斎の子孫である運送会社の事務員・伊賀大馬が、バッテンがまだない次の「忍法相伝64」を試してみると、紙幣も免許証も白紙になってしまう。

## 登場人物
- 伊賀大馬 - 本作をはじめとする「忍法相伝」シリーズの主人公。29歳。伊賀忍者の末裔。
- 芦谷美登 - 23歳。主人公が思いを寄せる女性。
- 芦谷洋 - 美登の弟。中学生。

## 作中に登場する忍法
- 忍法墨消し - あらゆる印刷物を白紙にする。

## 備考
本作の主人公である伊賀大馬は、山田風太郎の推理小説および奇想小説の数作にも登場しており、世界観を同じくする作品がある。

## 単行本
改作・続編の長編『忍法相伝73』の単行本および文庫（講談社、のち角川文庫）にも未収録。『山田風太郎忍法帖短篇全集』（ちくま文庫、2004年 - 2005年）に収録されたが、絶版になっている。

## 映画
- 『俺は忍者の孫の孫』 - 主演：コント55号主演（東宝映画）[3]

### キャスト
- 伊賀欽一：萩本欽一
- 伊賀風忍斎：萩本欽一（二役）
- 甲賀二郎：坂上二郎